# Aero Caribbean
Aero Caribbean – kubańska linia lotnicza z siedzibą w Hawanie.

## Flota
- 1 × An-26
- 3 × ATR 42-300
- 5 × ATR 72-212
- 1 × Boeing 737-200
- 1 × Embraer 110 Bandeirante
- 6 × Jak-40